# Fertilia
Fertilia is een klein dorpje (frazione) met ongeveer 1700 inwoners op Sardinië in Italië. Het ligt enkele kilometers ten noordwesten van het stadje Alghero en onder de rook van Alghero Airport.

## Geschiedenis
Het dorp werd officieel opgericht op 8 maart 1936 bij de eerstesteenlegging van de parochiekerk. De bouw in opdracht van de "Ente Ferrarse di Colonizzaziona", was het gevolg van een beslissing door Benito Mussolini op 7 oktober 1933 met de bedoeling een deel van de overtallige bevolking van de provincie Ferrara over te brengen en zo de sociale spanningen terug te dringen.
De emigranten uit Ferrara werden na de Tweede Wereldoorlog gevolgd door inwoners van de Italiaans sprekende minderheden uit Istrië en Dalmatië die opteerden voor een nieuw bestaan in Italië eerder dan in het Joegoslavië van Tito te blijven. Hun aankomst in 1947 wordt herdacht door een zuil bij het uitkijkpunt op de zeedijk. De leeuw boven op de zuil is een verwijzing naar Sint-Marcus de patroonheilige van Fertilia en van Venetië, de stad waarmee deze emigranten historisch verbonden waren. Ook alle straatnamen en pleinen in het dorp verwijzen naar de regio Veneto.

## Architectuur
Het dorp werd gebouwd in een sobere stijl, typisch voor het fascisme van de jaren dertig, en is volledig opgetrokken in roze trachiet. Het geheel doet sterk denken aan Carbonia en Arborea, twee andere vestigingen op Sardinië gebouwd onder het regime van de Duce.
Gebouwd naar het model van de tuinsteden van Ebenezer Howard, is het wellicht de enige overblijvende stad die nog het originele karakter van de rationele architectuur uit de jaren twintig bewaard heeft.

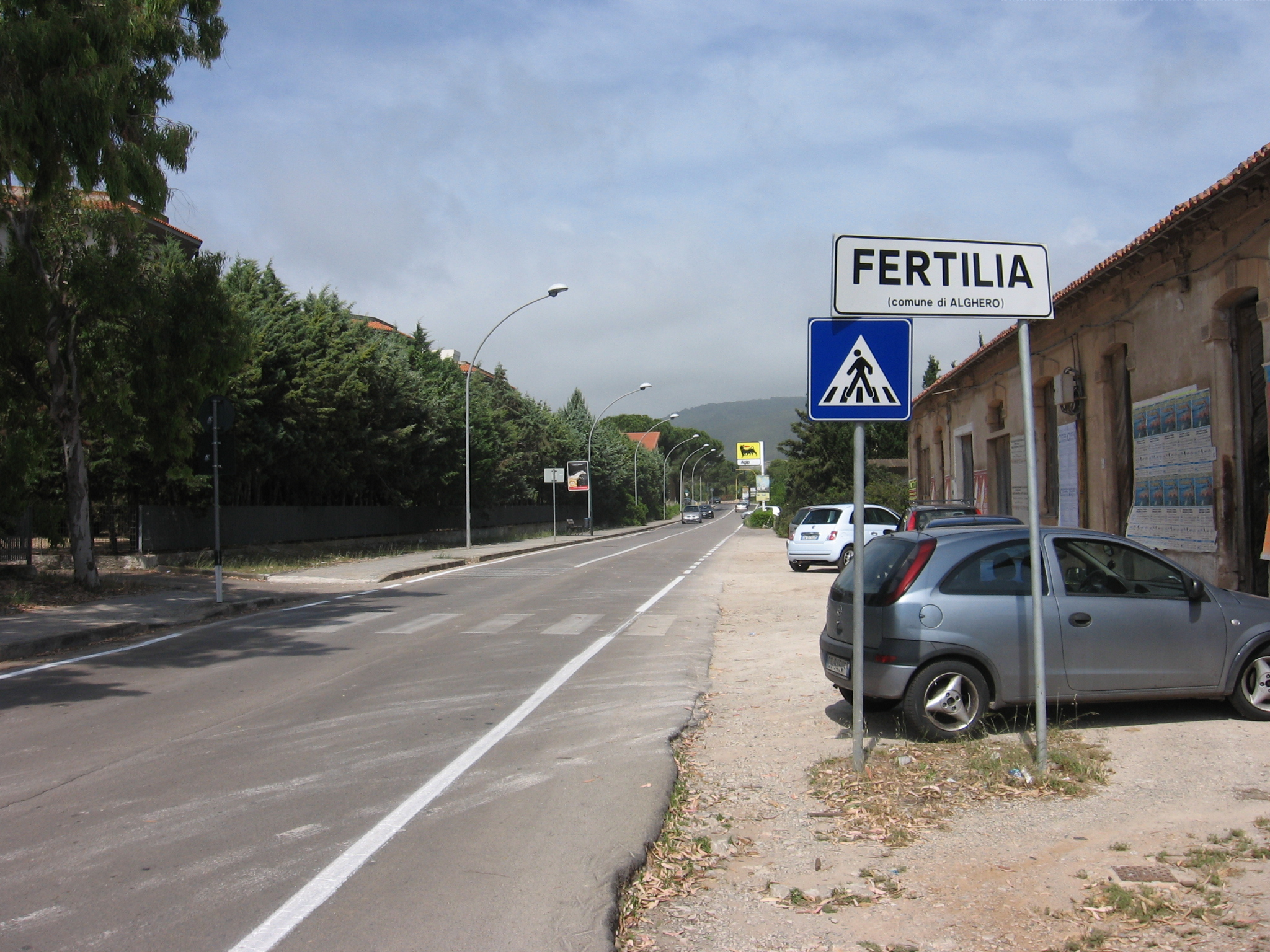
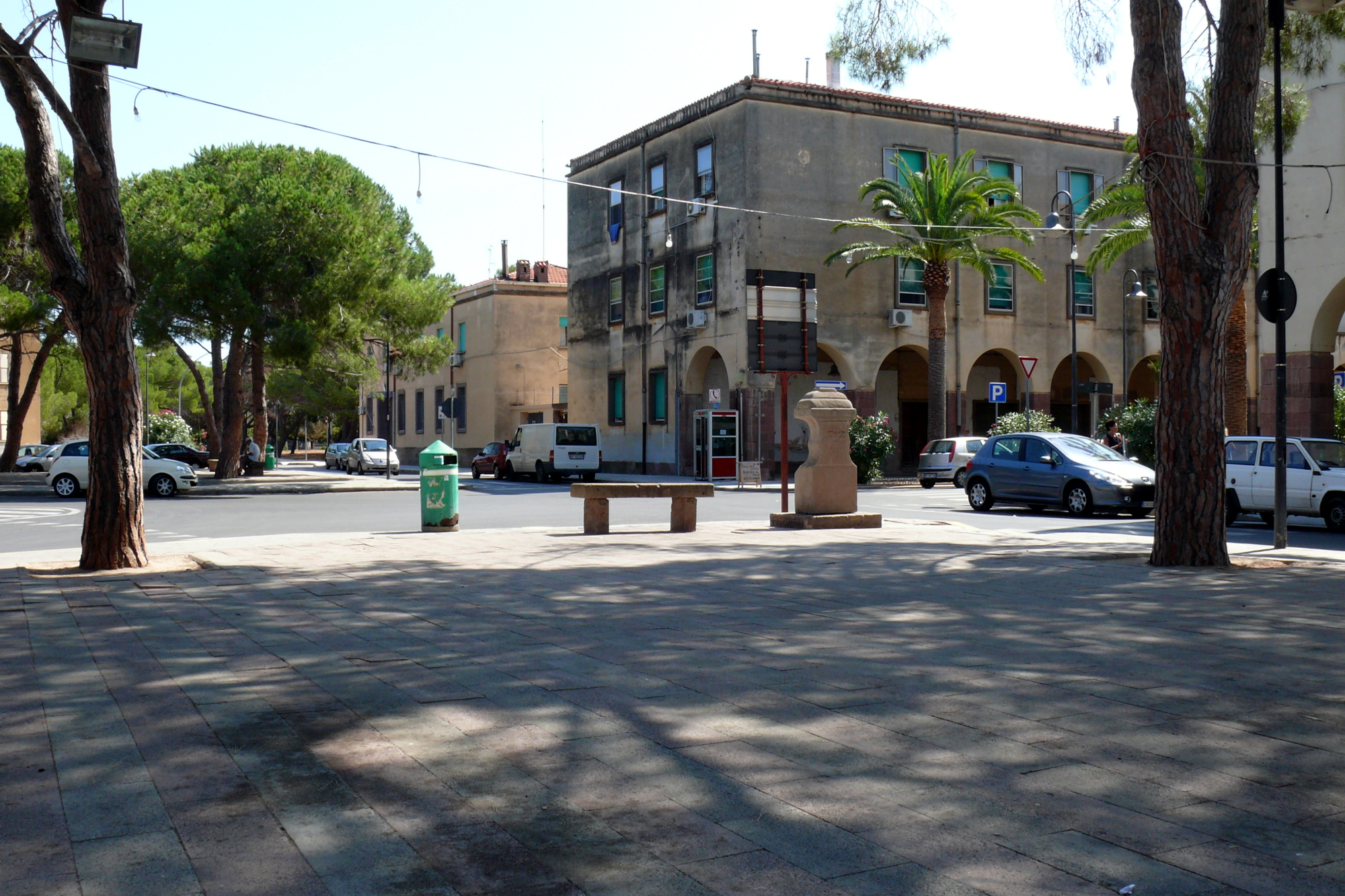
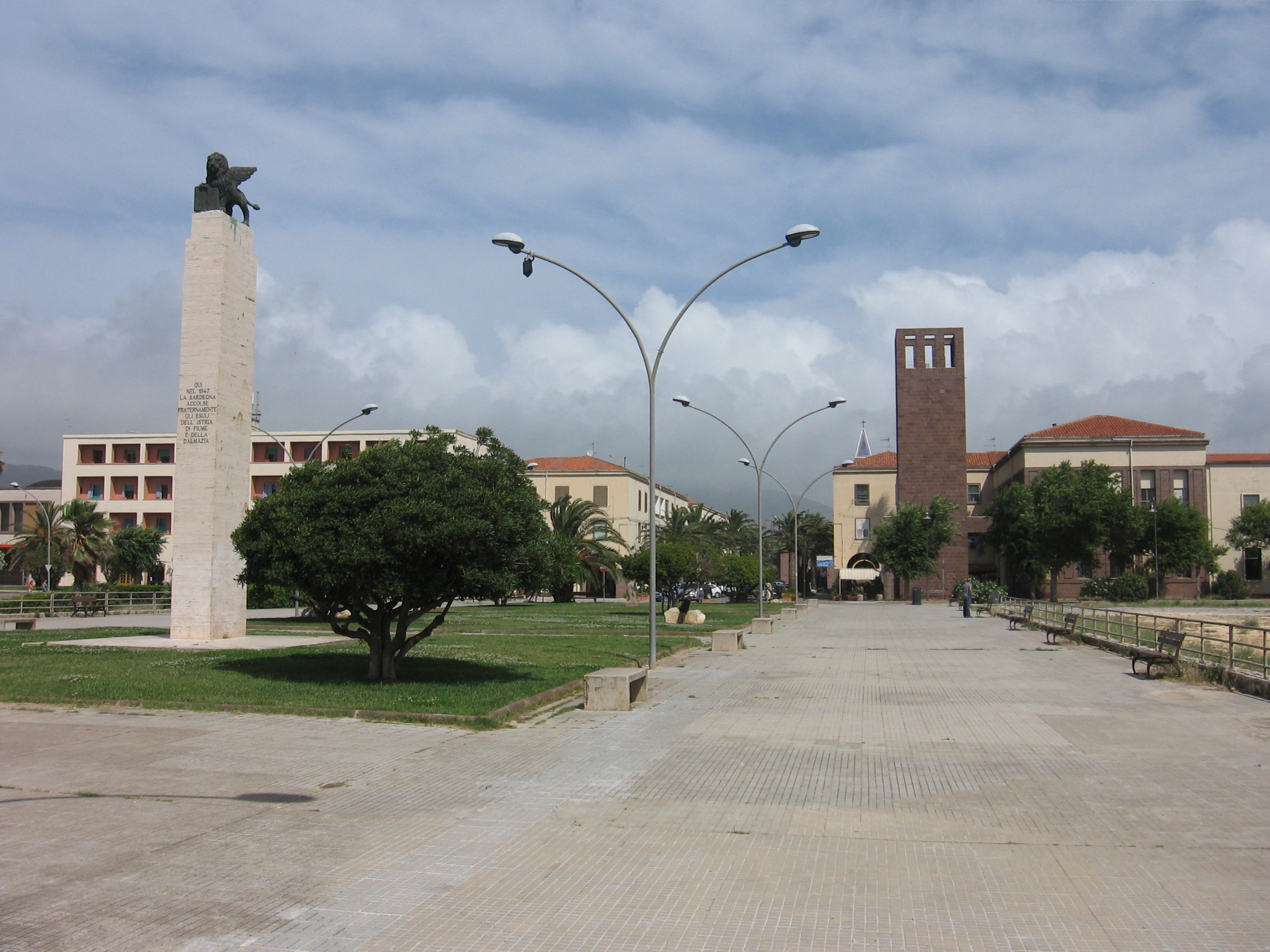